# Gerard van Rooij (beeldhouwer)

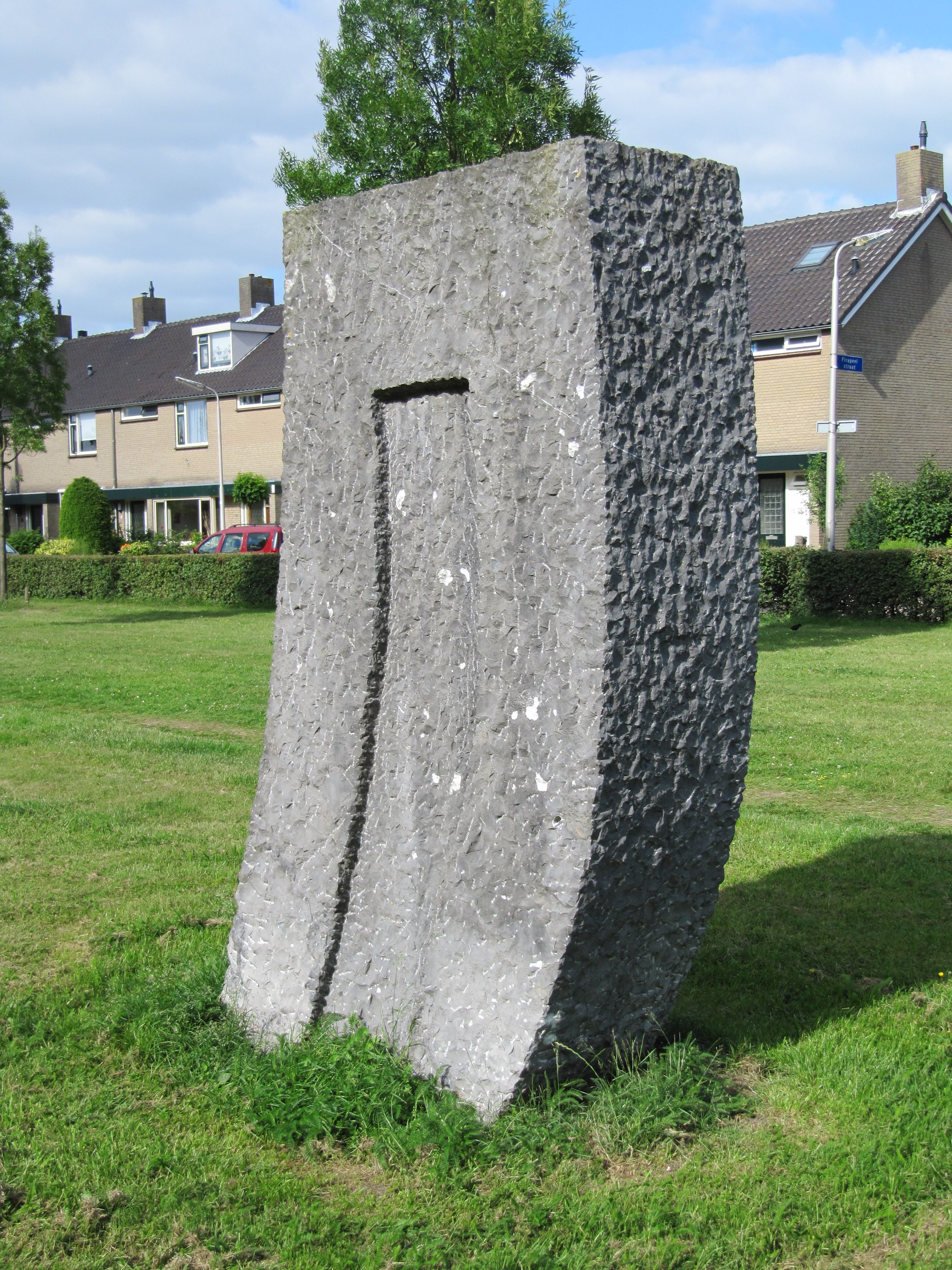
Steensculptuur (1987), Holkerweg in Amersfoort

Gerardus Franciscus Maria (Gerard) van Rooij (Puiflijk, 6 november 1954) is een Nederlandse beeldhouwer.

## Leven en werk
Gerard van Rooij (ook wel Gerard van Rooy) werd geboren in Puiflijk, een dorp in de gemeente Druten. Hij ontving zijn opleiding beeldhouwkunst van 1974 tot 1979 aan de Koninklijke Academie voor Kunst en Vormgeving in 's-Hertogenbosch.
Van Rooij nam als steenbeeldhouwer deel aan beeldhouwersymposia in Amersfoort (1987) en Steine an der Grenze in het Frans-Duitse grensgebied bij Merzig in de deelstaat Saarland (1991). Samen met de beeldhouwer Adriaan Seelen geeft Van Rooij masterclasses steenbeeldhouwen in de Franse Vogezen. In 2010 werd Van Rooij uitgenodigd voor deelname aan de expositie van 15 beeldhouwers Vaders en Zonen in het Museum Beelden aan Zee in Scheveningen.
De kunstenaar had aanvankelijk zijn atelier in Aalst in de gemeente Zaltbommel, maar woont en werkt thans in 's-Hertogenbosch. Het is zijn grote passie de steen, die hij wil gebruiken om een sculptuur te creëren, zelf te zoeken. Hij bewerkt de steen en taille directe.

## Werken (selectie)
- 1987: Steensculptuur, plantsoen Holkerweg in Amersfoort
- 1991: Steensculptuur, Steine an der Grenze bij Merzig (Saarland)
- 1992: Stenen bank, Hoefijzerstraat in Utrecht

## Fotogalerij

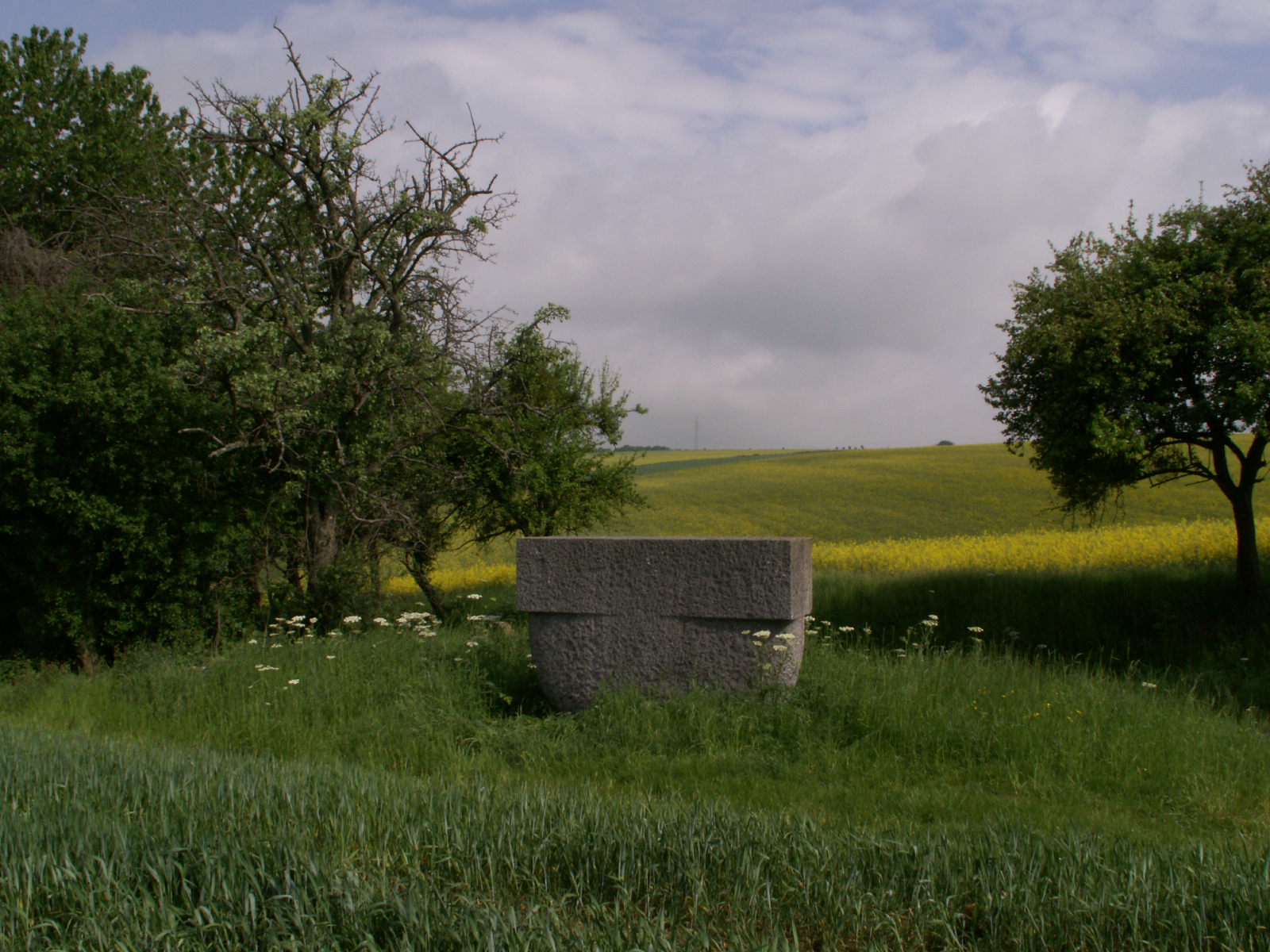
Steensculptuur (1991), Steine an der Grenze
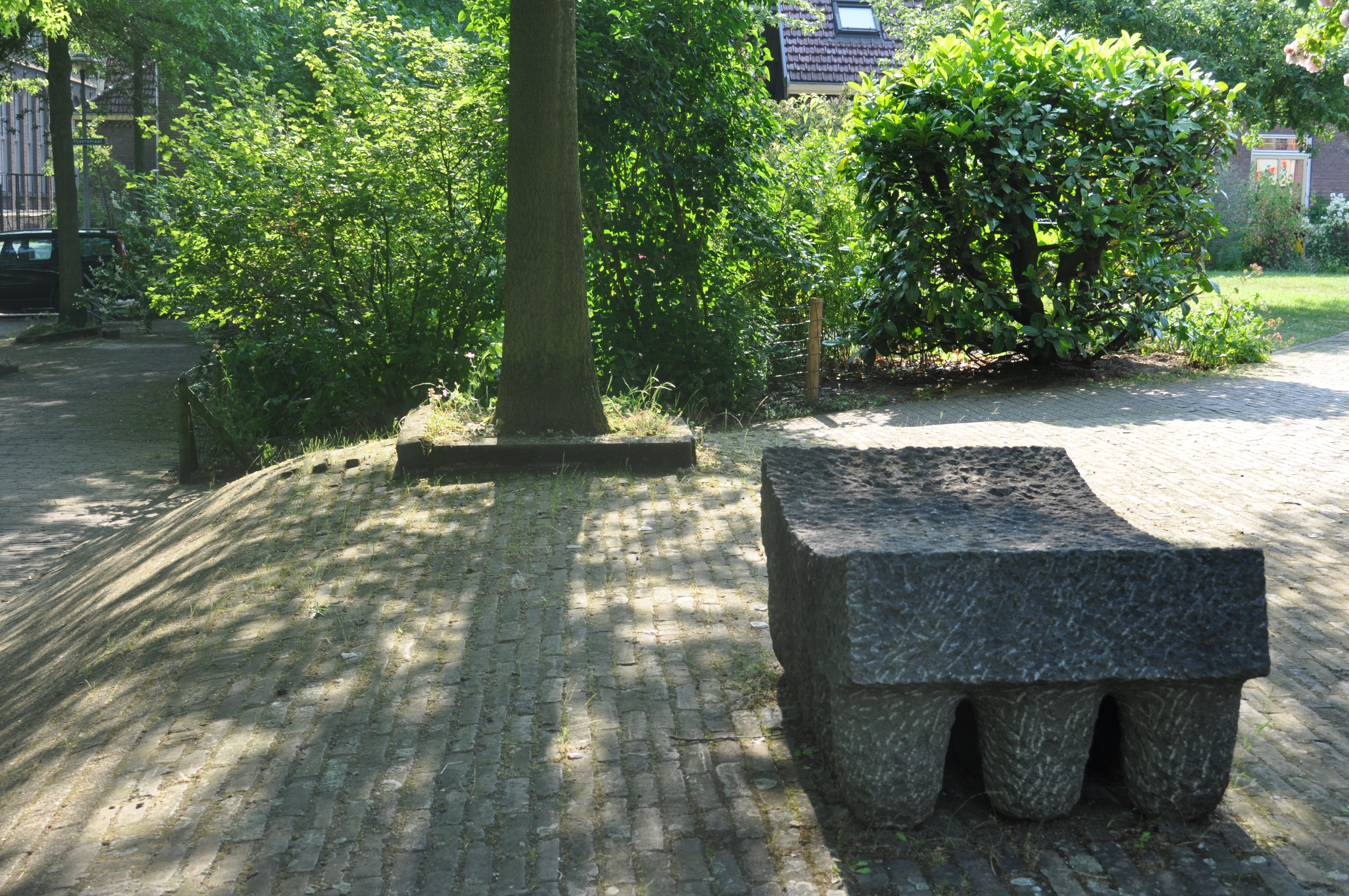
Stenen bank (1992), Hoefijzerstraat te Utrecht
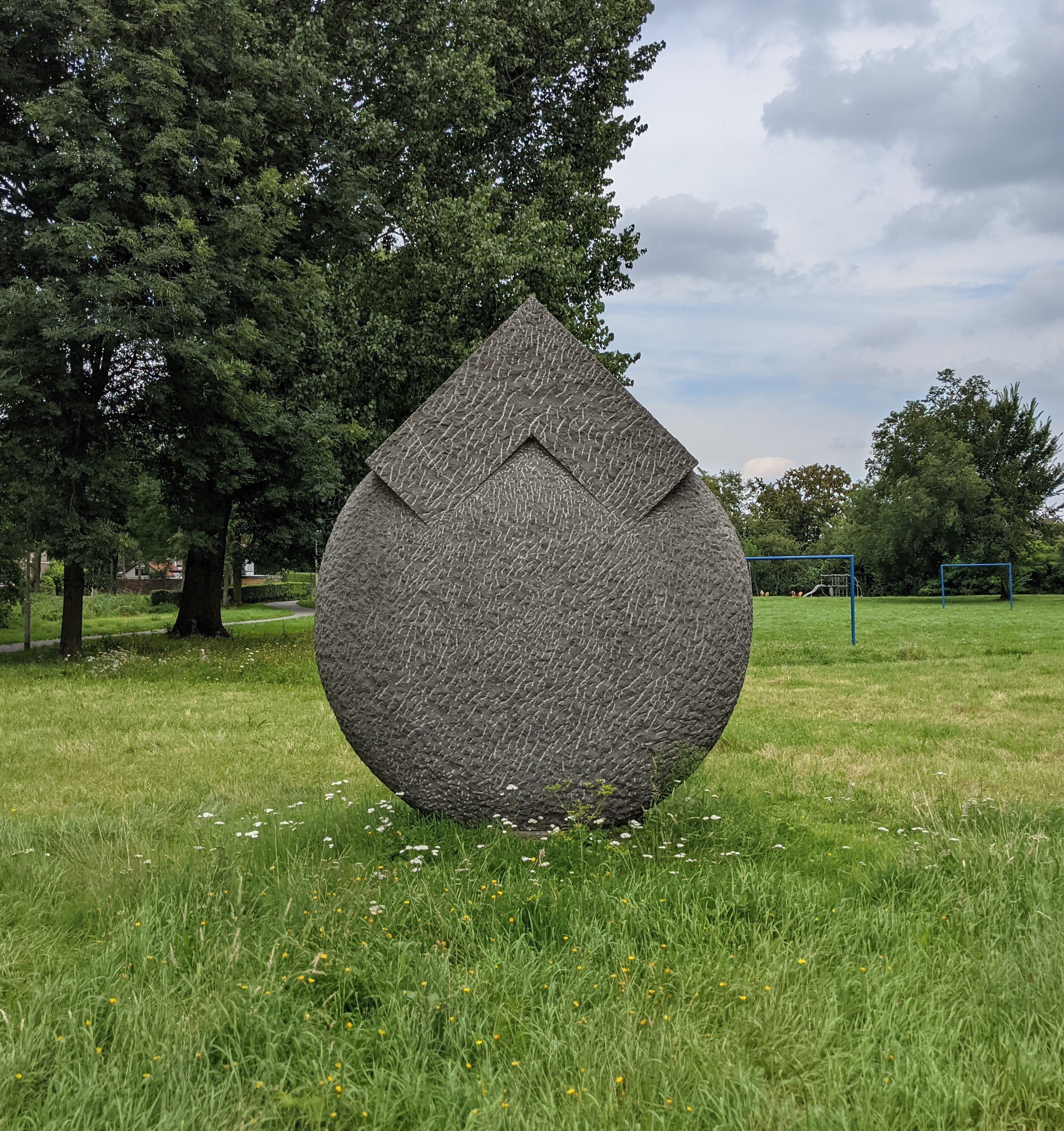
Sculptuur in het Carl von Ossietzkyplantsoen te Arnhem